# Gieczańce
Gieczańce (biał. Гічанцы; ros. Гичанцы) – wieś na Białorusi, w obwodzie witebskim, w rejonie dokszyckim, w sielsowiecie Tumiłowicze.
Dawniej używane nazwy miejscowości – Gierczany, Gleczańce.

## Historia
W czasach zaborów w gminie Tumiłowicze, w powiecie borysowskim, w guberni mińskiej Imperium Rosyjskiego.
W dwudziestoleciu międzywojennym wieś i majątek leżały w Polsce, w województwie wileńskim, w powiecie duniłowickim, od 1926 w powiecie dziśnieńskim, w gminie Tumiłowicze, a następnie w gminie Dokszyce.
Według Powszechnego Spisu Ludności z 1921 roku zamieszkiwało:
- majątek – 23 osoby, wszystkie były wyznania rzymskokatolickiego. Jednocześnie 18 mieszkańców zadeklarowało polską przynależność narodową a 5 białoruską. Były tu 3 budynki mieszkalne[3]. W 1931 w 7 domach zamieszkiwało 41 osób[4].
- wieś – 100 osób, 16 były wyznania rzymskokatolickiego a 84 prawosławnego. Jednocześnie 13 mieszkańców zadeklarowało polską przynależność narodową, 86 białoruską a 1 inną. Było tu 18 budynków mieszkalnych[3]. W 1931 w 18 domach zamieszkiwało 81 osób[4].

Wierni należeli do parafii rzymskokatolickiej w Dokszycach i prawosławnej w Tumiłowiczach. Miejscowość podlegała pod Sąd Grodzki w Dokszycach i Okręgowy w Wilnie; właściwy urząd pocztowy mieścił się w Tumiłowiczach.
Po agresji ZSRR na Polskę w 1939 roku wieś znalazła się w granicach BSRR. W latach 1941–1944 była pod okupacją niemiecką. Następnie leżała w BSRR. Od 1991 roku w Republice Białorusi.